# Ceryx mota
Ceryx mota är en fjärilsart som beskrevs av Swinhoe. Ceryx mota ingår i släktet Ceryx och familjen björnspinnare. Inga underarter finns listade i Catalogue of Life.